# Скримм, Ангус
Ангус Скримм (англ. Angus Scrimm), при рождении Лоуренс Рори Гай (англ. Lawrence Rory Guy); 19 августа 1926, Канзас-Сити — 9 января 2016) — американский актёр кино, телевидения и озвучивания, более всего известный своей ролью Верзилы в серии фильмов ужасов «Фантазм».

## Биография
Родился в Канзас-Сити, штат Канзас, США. Первоначально он был журналистом и писал для TV Guide, Cinema Magazine, Los Angeles Herald-Examiner и множества других изданий. Также он писал аннотации к обложкам для многих грампластинок и CD для артистов уровней от Фрэнка Синатры до The Beatles, равно как и Артура Рубинштейна или Ицхака Перлмана. За свои аннотации Скримм был удостоен премии Грэмми.
Рост актёра был около 193 см. Чтобы быть ещё выше при съёмках в роли персонажа Верзилы, он носил костюмы на несколько размеров меньше и туфли на платформе. Сыгранная им роль в «Фантазме» обеспечила ему стабильную актёрскую карьеру в кино и на телевидении. В последние годы играл второстепенные роли, подобно агенту SD-6 в сериале «Шпионка».
Умер: 9 января 2016 г., Лос-Анджелес, Калифорния, США, скончался на 90-м году жизни.

## Фильмография
- 1951: «Авраам Линкольн»
- 1973: «Сладкое убийство»
- 1973: «Мэтью»
- 1976: «Лучший в мире Джим»
- 1977: «Обойма драйва»
- 1978: «Secrets of Three Hungry Wives»
- 1979: «Фантазм»
- 1980: «Ведьмино зелье»
- 1985: «Потерянная империя»
- 1985: «Первый удар»
- 1986: «Роботы-убийцы»
- 1988: «Фантазм 2»
- 1989: «Поворот на Трансильванию»
- 1990: «Подвиды»
- 1990: «Помутнение разума»
- 1992: «Манчи»
- 1993: «Смертельное падение»
- 1993: «Знаменитые монстры»
- 1994: «Фантазм 3: Повелитель мёртвых»
- 1994: «Манчи наносит ответный удар»
- 1996: «Вампирелла»
- 1996: «Экран-убийца»
- 1997: «Исполнитель желаний»
- 1998: «Фантазм 4: Забвение»
- 2000: «Bel Air»
- 2001: «Boogeyman: The Killer Compilation»
- 2002: «Легенда о призрачном всаднике»
- 2004: «Мёртвый сезон»
- 2005: «Происшествие на горной дороге»
- 2005: «Фантазмагория»
- 2006: «Сатанизм»
- 2006: «Роберт и Тереза»
- 2006: «Working with a Master: Don Coscarelli»
- 2006: «Автоматы»
- 2008: «Red 71»
- 2008: «Продавец мёртвых»
- 2009: «Horror Hollywood»
- 2009: «Сатана тебя ненавидит»
- 2012: «В финале Джон умрёт»
- 2013: «The Trick Is the Treat»
- 2014: «Ученики»
- 2016: «Фантазм 5: Уничтожитель»